# Hyposmocoma kaikuono
Hyposmocoma kaikuono — вид молі. Ендемік гавайського архіпелагу.

## Поширення
Зустрічається на острові Молокаї в районі Гоноулі і затоки Мало.

## Опис
Розмах крил 10,1—13,2 мм. Личинки живуть на зарослих лишайником скелях.